# Siphona gracilis
Siphona gracilis là một loài ruồi trong họ Tachinidae.